# 高安犬物語
『高安犬物語』（こうやすいぬものがたり）は、1954年に発表された戸川幸夫による日本の短編小説。戸川幸夫の第一作であり、代表作にも挙げられる。第32回直木賞受賞作。
初出は『大衆文芸』1954年（昭和29年）12月号。直木賞受賞により『オール讀物』1955年4月号に再録。
戸川自身の旧制山形高校時代の実体験をもとに、一部フィクションを交えて描いた半自伝的小説である。戸川によれば、長谷川伸が主催する新鷹会に入門してから間もなく、長谷川から、「新鷹会賞」を制定し年間の最優秀作に与えることにしたので、門下生で割当で何かを書いてくるように言われ、執筆した作品であったという。
東京書籍の小学校高学年の国語の教科書などでも紹介されている。

## あらすじ
高安犬（こうやすいぬ）は山形県東置賜郡高畠町高安（こうやす）を中心に繁殖した中型の日本犬で、主に番犬や熊猟犬として使われていた。
昭和初期。古生物学に興味を持ち、山形高校の理科に進学した「私」は、絶滅した山犬（日本狼）に興味を持って調べているうちに、学友の尾関から日本犬のことを教えられ、次第に興味をそちらへと移していった。
あるとき、尾関は「私」と、日本犬の同好仲間であるパン屋の主人「木村屋」に、高安犬を探しに米沢に行こうと呼びかける。だが、当時すでに混血が進み、純血の高安犬は絶滅に瀕しており、探してもよぼよぼの老犬が2頭見つかっただけであった。尾関と木村屋は捜索を諦めたが、諦め続けずに探し続けた「私」は、和田村で、ついに1頭の高安犬を発見する。それは吉蔵という猟師の飼い犬で、名を「チン」といった。気難し屋の吉蔵は、「私」に全く取り合おうとしなかったが、「私」は熱心に吉蔵のもとに通いつめる。
やがてチンがポリップを発症したため、「私」は吉蔵を説得し、手術費用を出す代わり、木村屋がチンを引き取ることになった。だが、山形市に連れて来られたチンは間もなく隙を見て逃げ出し、和田村の吉蔵のもとに戻ってしまう。結局、手術は吉蔵を伴って行われたが、この手術を境にチンは「私」たちにもなつくようになり、結局、木村屋で飼われることになった。
冬のある日、チンを散歩させていた「私」は、東北闘犬界の横綱である土佐犬「頼光」と出くわす。まだ手術後の傷の癒えない体でありながら、頼光と対決し、ついに倒してしまう。春になってチンは、ダムに落ちた子供を救い出し、このニュースは新聞でも取り上げられた。
やがて「私」と尾関は卒業してそれぞれ東北帝大と北大に進学したため、チンとは離れ離れになってしまう。その年の2学期、チンはヒラリヤに倒れ死去する。「私」と木村屋は、最後の高安犬の姿を永久に残そうと、羽前長崎の剥製師に剥製作りを依頼するが、出来上がってきた剥製は無残な出来栄えで、とても後に残せるものではなかった。「私」と木村屋は、故郷の和田村にチンの剥製を葬ることを決意する。

## 主な登場人物
チン
高安犬の最後の1匹。すでに10歳であり熊猟犬としては老齢であるが、これまでに仔熊2頭、手負熊6頭を噛み殺してきた。
「私」（田沢）
物語の語り手。名前は田沢久雄。
山形高校理科の学生で、東北帝大古生物学科への進学を志望している。のちに志望通り東北帝大へ進学。
モデルは戸川幸夫自身（ただし、戸川は実際には山形高校を中退しており、大学には進学していない）。
尾関
山形高校での「私」の学友。米沢の醸造家の跡取りであったが、家業を継ぐことを嫌い、北大農学部への進学を志望している。日本犬愛好家で、「私」に日本犬のことを教え、さらに高安犬の存在を教えた張本人。のち、志望通り北大に進むが、そのためチンの最期を看取ることができなかった。
モデルは戸川の学友。
木村屋
「私」と尾関の日本犬愛好仲間。山形市内でパン屋を経営している。35 - 6歳。
モデルは実際に「木村屋」の屋号でパン屋を経営していた、戸川の年長の友人。作中では「日本犬保護協会」の会員名簿で知ったことになっているが、実際の最初の出会いは、戸川が登校中、たまたま校門前で犬の散歩をしている木村屋と出くわした、というものであったという。チンが逃亡した際、実際に『山形新聞』に「木村屋」名義で訪ね犬の広告を出している。
吉蔵
チンの飼い主である猟師。通称「吉」。32 - 3 歳。蔵王・吾妻・飯豊一帯では熊猟にかけては右に出るもののない名手だが、気難し屋で短気で乱暴なため、人付き合いは少ない。
モデルは戸川と親交のあった猟師で、他にも、『飴色角と三本指』（1955年）の「三本指」、『熊犬物語』（1955年）の「源次」、『諸国猟人譚 第一話 夜這いの辰』（1958年）の「夜這いの辰」などのモデルとなっている。戸川は「なかなか豪快な性格で、一面ひどく気むずかし屋である代りに、軽妙洒脱なところもあり、どれが本当の彼の性格なのか、正体のつかめない複雑さを持っていた」と評している。

## 翻案作品

### 漫画
- 『高安犬物語』 - 古山春夫作画。「名犬なんでも入門」（小学館入門百科35、1981年）に掲載。[7]
- 『高安犬物語』 - 新潮文庫「名作アニメシリーズ」（1987年）[8]。下記『青春アニメ全集』のアニメ作品のコミカライズ。

### アニメ
- 『高安犬物語』 - 『青春アニメ全集』（日本テレビ系列、1986年）